# Траянов пазар
Пазарът на император Траян е една от забележителностите на Рим. Намира се в центъра на Рим.
Построен е от архитекта Аполодор от Дамаск по нареждане на император Траян около 110 г.
Всъщност това не е пазар, както са предполагали археолозите, а административен център, свързан с Форума на император Траян, който е най-големият от римските императорски форуми.